# Jean Lefebvre (marchand)
Pour les articles homonymes, voir Lefèvre (patronyme).
Jean Lefebvre, né en 1714 et mort en 1760, est un marchand et entrepreneur à Québec au Canada.

## Biographie
Il arrive à Québec en 1732 pour être l'assistant de François Havy, à la société d'exportation de Dugard et Cie. Havy et Lefebvre ont formé un partenariat et les deux sont devenus des marchands très réussies. L'entreprise de Lefebvre et de Havy a augmenté son actif régulièrement, comme ils géraient personnellement les cargaisons et, éventuellement, sont venus à posséder un petit navire de leur part, le Parfaite Union.
Ils ont connu un revers quand ils ont investi dans une station de phoque au Labrador avec Louis Bazil et Louis Fornel. Ils ont conservé leur droit dans la station jusqu'à la capture de 1745 de la forteresse de Louisbourg par les Anglo-américains qui les ont coupé d'elle. Ils ont perdu environ un tiers de leur investissement initial de 100 000 livres.
En 1756, au cours de la guerre de Sept Ans, Havy revient en France pour superviser le transfert de tout ce qu'il pouvait de l'entreprise et Lefebvre s'est joint avec un autre cousin, François Levesque, en tant que partenaire pour conclure ce qui restait de l'entreprise. Lorsque les Britanniques capturèrent Québec en 1759, beaucoup de leurs actifs en Nouvelle-France — en prêts hypothécaires, papier-monnaie canadien et les factures d'exachange — ont été déclarés sans valeur par le nouveau gouvernement. Levesque continua comme marchand au Canada britannique pendant un certain temps.  
En 1760, il retourne en France, mais meurt dans un accident à bord du navire Trident.